# Amzara (Sujumi)
Amzara (en georgiano: ამზარა; en abjasio: Аҧианда) es una aldea que pertenece a la parcialmente reconocida República de Abjasia, parte del distrito de Sujumi, aunque de iure pertenece al municipio de Sojumi de la República Autónoma de Abjasia de Georgia.

## Toponimia
Hasta el 3 de septiembre de 1948, la aldea era conocida como Askerovka (en georgiano: ასქეროვკა).

## Geografía
Amzara se encuentra en el lado izquierdo del río Gumista, a 8 km de Sujumi. La aldea se administra desde el pueblo de Guma.   

## Demografía
La evolución demográfica de Amzara entre 1959 y 1989 fue la siguiente:
| 226                                                 | 115 |
| (Fuente: Population of Abkhazia since Soviet times) |     |

Antes de la guerra de Abjasia, la mayoría de la población local eran georgianos.